# Marginaleyrodes
Marginaleyrodes es un género de hemíptero de la familia Aleyrodidae, en la subfamilia: Aleyrodinae.

## Especies
- Marginaleyrodes fanalae (Takahashi, 1951)
- Marginaleyrodes fenestrata (Takahashi, 1955)
- Marginaleyrodes ixorae Takahashi, 1961
- Marginaleyrodes madagascariensis (Takahashi, 1951)
- Marginaleyrodes tsinjoarivona (Takahashi, 1955)